# Ever Changing Times
Ever Changing Times – album amerykańskiego muzyka i wokalisty Steve'a Lukathera. Wydawnictwo ukazało się 25 lutego 2008 roku nakładem wytwórni muzycznej Frontiers Records.

## Lista utworów
Opracowano na podstawie materiału źródłowego.
1. "Ever Changing Times" (Steve Lukather, Randy Goodrum) - 5:29
2. "The Letting Go" (Steve Lukather, Randy Goodrum) - 5:52
3. "New World" (Steve Lukather, Trevor Lukather, Randy Goodrum) - 4:32
4. "Tell Me What You Want from Me" (Steve Lukather, Trevor Lukather, Phil Soussan) - 5:13
5. "I Am" (Steve Lukather, Randy Goodrum) - 3:15
6. "Jammin' with Jesus" (John Sloman administered by Steve Lukather) - 5:55
7. "Stab in the Back" (Steve Lukather, Randy Goodrum) - 5:59
8. "Never Ending Nights" (Steve Lukather, Randy Goodrum) - 5:35
9. "Ice Bound" (Steve Lukather, Randy Goodrum) - 4:19
10. "How Many Zeros" (Steve Lukather, Jeff Babko, Stan Lynch) - 4:33
11. "The Truth" (Steve Lukather featuring Steve Porcaro) - 3:50

## Listy sprzedaży
| Lista             | Kraj     | Pozycja |
| ----------------- | -------- | ------- |
| MegaCharts        | Holandia | 39      |
| Sverigetopplistan | Szwecja  | 21      |
| Oricon            | Japonia  | 84      |